# José Luis Ulibarri
José Luis Ulibarri Cormenzana es un constructor y empresario de medios español.

## Biografía
Comenzó en el negocio de la construcción en Ponferrada, donde hasta febrero de 1980 trabajó para Teconsa bajo las órdenes de José Luis Martínez Núñez. A continuación, junto a otro socio, fundó la empresa constructora Begar, y en 1990 creó una imprenta, entró en el sector inmobiliario y nació su primera televisión, Canal 0 en León (Teleón SA), que tuvo su primera sede en un piso del número 4 de la calle Covadonga. Para su difusión, cableó la ciudad hasta llegar a 14 000 viviendas en 1991.
Cuando se aprobó la Ley de Telecomunicaciones por Cable en 1995, la Junta de Castilla y León consideró demarcación única a toda la comunidad. Un Real Decreto estableció como requisitos unos rangos de capital social de las empresas adjudicatarias: el operador de Castilla y León tenía que contar con al menos 1000 millones de pesetas. Ulibarri reunió entonces a operadores repartidos por la Comunidad para unirse en la mercantil Regional de Telecomunicaciones de Castilla y León, que ganó la adjudicación y desde entonces dio lugar a Retecal que, años más tarde, sería absorbida por ONO.
En 1999, el canal de León se trasladó a otra sede, a Eras de Renueva, y el resto de televisiones locales de Ulibarri fueron apareciendo poco a poco. Al año siguiente, ese conglomerado ya usaba el nombre de Televisión Castilla y León. Hasta 2008 y la llegada de la TDT, el proyecto de una televisión autonómica no se retomó. La Junta tenía que adjudicar dos canales TDT y para evitar problemas entre los dos proyectos televisivos existentes, el de Ulibarri y Promecal, de Antonio Méndez Pozo, se gestó una alianza para que ambos se asociasen y ganaron la concesión.
A su participación en televisión se unió la prensa. Es presidente de Edigrup, grupo editor de El Mundo de Castilla y León y cuyos orígenes se encuentran en 1990. Dicho grupo participa en Diario de León, Diario de Castilla y León-El Mundo, Heraldo-Diario de Soria, El Correo de Burgos y Diario de Valladolid. Así mismo, también se hizo con El Semanal Digital (ESDiario). En 1999 entró también en el negocio de la radio tras ganar un conjunto de licencias; en 2000 llegó a un acuerdo con Onda Cero para su explotación y después pactó con Punto Radio. Tras el cierre de Punto Radio en 2013, explotó sus licencias bajo la marca Castilla y León Radio durante unos meses hasta que, gracias al acuerdo con Federico Jiménez Losantos y EsRadio, mantiene ese negocio.
Desde 2008 está vinculado con el caso Gürtel, por el cual la Fiscalía le pedía siete años y un mes de cárcel por prevaricación, fraude a las administraciones públicas, tráfico de influencias, delito contra la Hacienda Púbica y falsedad en documento mercantil, todo ello relacionado con irregularidades en los contratos adjudicados a la trama en Boadilla del Monte. En julio de 2018 fue detenido en el marco de la Operación Enredadera y un juzgado de Badalona dictó prisión provisional, comunicada y sin fianza. Finalmente, en 2022 reconocía ante la Audiencia Nacional la comisión de dichos delitos y acordaba una condena de un año y medio de cárcel, tres años de inhabilitación especial para empleo o cargo público y una multa de 40 000 euros.

## Reconocimientos
- Micrófono de Oro (2008)